# هوارد بوتير
هوارد بوتير (بالإنجليزية: Howard Potter)‏ هو خبير مالي أمريكي، ولد في 8 يوليو 1826، وتوفي في 24 مارس 1897.